# Municipio Huejotitán
Koordinaten: 27° 4′ N, 106° 4′ W
Huejotitán ist ein Municipio mit ca. 1000 Einwohnern im mexikanischen Bundesstaat Chihuahua. Das Municipio hat eine Fläche von 854,3 km². Verwaltungssitz und größter Ort des Municipios ist das gleichnamige Huejotitán.

## Geographie
Das Municipio Huejotitán liegt im Süden des Bundesstaats Chihuahua auf einer Höhe zwischen 1400 m und 2600 m. Es zählt zur Gänze zur physiographischen Provinz der Sierra Madre Occidental und liegt vollständig in der hydrologischen Region Bravo-Conchos und entwässert damit in den Golf von Mexiko. Die Geologie des Municipios wird zu 42 % von rhyolithischem Tuff bestimmt bei 33 % Kalkstein-Lutit und 17 % Konglomeratgestein; vorherrschende Bodentypen im Municipio sind der Leptosol (58 %), Phaeozem (20 %) und Regosol (11 %). Etwa 76 % des Gemeindefläche werden als Weideland genutzt, 20 % sind bewaldet.
Das Municipio grenzt an die Municipios Rosario, Valle de Zaragoza, Hidalgo del Parral, San Francisco del Oro und El Tule.

## Bevölkerung
Beim Zensus 2010 wurden im Municipio 1049 Menschen in 331 Wohneinheiten gezählt. Davon wurden zehn Personen als Sprecher einer indigenen Sprache registriert, darunter acht Sprecher der Tarahumara-Sprache. 9,4 Prozent der Bevölkerung waren Analphabeten. 385 Einwohner wurden als Erwerbspersonen registriert, wovon ca. 90 % Männer bzw. 5,5 % arbeitslos waren. 6,7 Prozent der Bevölkerung lebten in extremer Armut.

## Orte
Das Municipio Huejotitán umfasst 119 bewohnte localidades, von denen lediglich der Hauptort vom INEGI als urban klassifiziert ist. Zwei Orte wiesen beim Zensus 2010 eine Einwohnerzahl von über 100 auf: Huejotitán (243 Einwohner) und Pichague (128 Einwohner).